# Svajarm
Svajarm är en mekanisk anordning på vissa elgitarrer som kortvarigt sänker stämningen av strängarna med cirka en halv- eller helton. Exempel på elgitarrer med svajarm: Fender Stratocaster, Gibson SG. På engelska kallas mekanismen för tremolo arm eller vanligare för whammy bar.